# 真正町
真正町（しんせいちょう）は、かつて岐阜県本巣郡にあった町。2004年（平成16年）2月1日に本巣町、糸貫町、根尾村と合併して本巣市となった。
前身となった真桑村と弾正村から一文字ずつ取った合成地名である。

## 地理
町域は濃尾平野の一部であり、山は現在の本巣市内の旧自治体では唯一存在しない。町の西境を根尾川が流れていた。岐阜市と大垣市から約10kmの位置にあり、両市の郊外として住宅地が広がっていた。

### 隣接していた自治体
- 糸貫町（2004年から本巣市）
- 北方町
- 穂積町（2003年5月1日から瑞穂市）
- 巣南町（2003年5月1日から瑞穂市）
- 大野町

## 歴史
- 1955年（昭和30年）4月1日 - 真桑村と弾正村が合併して真正村となる。
- 1964年（昭和39年）4月1日 - 町制施行により真正町となる。
- 2004年（平成16年）2月1日 - 本巣町、糸貫町、根尾村と合併して本巣市が発足。同日に真正町は廃止。

## 経済

### 産業
- 柿や梨の栽培が盛んで、イチゴと花も作られた。かつての名産、真桑瓜は消費減のため作付けが減ったが、21世紀初めにも少量が生産されていた。

- 産業人口
第一次産業 617人
第二次産業 2,160人
第三次産業 2,958人

### 商業施設
- リオワールド
- リバーサイドモール
  - ユナイテッド・シネマ真正16 - 映画館（シネコン）

## 教育

### 小学校
- 真正町立弾正小学校
- 真正町立真桑小学校

### 中学校
- 真正町立真正中学校

## 交通

### 鉄道
- 名古屋鉄道
  - 揖斐線 (現在廃線）真桑駅 - 政田駅
- 樽見鉄道
  - 樽見線 北方真桑駅

### 道路
高速道路
- 町内に高速道路はなし。

一般国道
- 国道157号
- 国道303号

主要地方道
- 岐阜県道23号北方多度線
- 岐阜県道53号岐阜関ケ原線

一般県道
- 岐阜県道156号曽井中島美江寺大垣線
- 岐阜県道159号北方真正大野線
- 岐阜県道170号田之上屋井線

道路の通称名
- 揖斐線通り
- 高専通り
- 古墳公園通り
- 中央通り
- 文化通り
- 若福通り

## 文化など
- 真桑人形浄瑠璃（重要無形民俗文化財）
- 八幡神社（銀幣社）